# Нахбар, Ариан
Ариан Нахбар (нем. Arian Nachbar; род. 6 января 1977) — немецкий шорт-трекист, трёхкратный призёр чемпионата Европы 2002, 2004 и 2005 года. Участник зимних Олимпийских игр 1998, 2002 и 2006 года.

## Спортивная карьера
Ариан Нахбар родился в городе Росток, ГДР. С семилетнего возраста стал тренироваться в конькобежном спорте. С 1994 года тренировался на базе клуба «Energie Sportverein „Turbine“ Rostock», Росток. Тренировался по руководством Карин Шмидт (нем. Karin Schmidt) и Юргена Дерхардта (нем. Jürgen Dennhardt). Являлся служащим — Бундесвера. В настоящее время работает автомехаником в Ростоке.
Первую медаль на соревновании международного уровня Нахбар выиграл во время чемпионата Европы по шорт-треку 2002 года во французском городе — Гренобль. Его команда в мужской эстафете на 5000 м с результатом 7:33.232 выиграла бронзовые медали, уступив первенство соперникам из Бельгии (7:22.452 — 2-е место) и Италии (7:20.752 — 1-е место).
Личным триумфом для Нахбара стал чемпионат Европы по шорт-треку 2005 года в итальянском городе — Турин. Четырьмя медалями в четырёх дисциплинах из пяти в которых он участвовал завершилось его выступление. Первую медаль он завоевал в забеге на 500 м. В финале, с результатом 43.103 он финишировал вторым, уступив первенство сопернику из Италии (Фабио Карта, 43.010 — 1-е место), обогнав при этом конкурента из России (Михаил Райне, 45.186 — 3-е место). Следующую медаль ему принесло участие в забеге на 1000 м. С результатом 1:33.892 он финишировал третьим, уступив первенство сопернику из Нидерландов (Кес Юфферманс, 1:33.809 — 2-е место) и Италии (Никола ФранческинаМихаил Райне, 1:33.751 — 1-е место). Третья медаль была получена во время забега на 1500 м. В финале, с результатом 2:22.210 он финишировал первым и выиграл свою первую золотую медаль. Вторым финишировал соперник из Италии (Фабио Карта, 2:22.243 — 2-е место), а третьим ещё один итальянец (Никола Франческина, 2:22.485 — 3-е место). Вторая золотая и последняя медаль на этом соревновании была добыта в эстафете на 5000 м. Команда немецких шорт-трекистов с результатом 7:07.874 финишировала первой, обогнав соперников из Нидерландов (7:13.490 — 2-е место) и Украины (7:15.877 — 3-е место).
На зимних Олимпийских играх 2006 года Нахбар был заявлен для участия в забеге на 500, 1000 и эстафете на 5000 м. С результатом 42.605 он завершил своё выступление в забеге на 500 метров в 1/4 финала (итоговая позиция — 10-е место). В забеге на 1000 м с результатом 1:27.679 он завершил своё выступление в 1/4 финала (итоговая позиция — 11-е место). Во время мужской эстафеты на 5000 м его команда в финале В с результатом 7:13.338 заняла третье место (итоговая позиция — 7-е место).